# Ішутіно
Ішу́тіно (рос. Ишутино) — присілок у складі Великоустюзького району Вологодської області, Росія. Входить до складу Мардензького сільського поселення.

## Населення
Населення — 138 осіб (2010; 161 у 2002).
Національний склад (станом на 2002 рік):
- росіяни — 99 %